# Švýcarská knižní cena
Švýcarská knižní cena (německy Schweizer Buchpreis) je švýcarské výroční literární ocenění udělované od roku 2008 Svazem švýcarských knihkupců. Cena je určena pouze pro německy píšící autorky a autory švýcarské státní příslušnosti či autorky a autory žijící ve Švýcarsku.
Cena je inspirována mj. obdobnou Německou knižní cenou, kterou však může být oceněn/a německy píšící spisovatel/ka napříč německy hovořícími zeměmi.

## Nominovaní a vítězové

### 2008
Vítěz:
- Rolf Lappert: Nach Hause schwimmen (Plavat domů)[1]

Nominovaní:
- Lukas Bärfuss: Hundert Tage
- Anja Jardine: Als der Mond vom Himmel fiel
- Adolf Muschg: Kinderhochzeit (vzdal se nominace)
- Peter Stamm: Wir fliegen

### 2009
Vítězka:
- Ilma Rakusa: Moře moří (Mehr Meer, přel. Alena Mrázková, Archa, 2011)[1]

Nominovaní
- Eleonore Frey: Muster aus Hans
- Jürg Laederach: Briefe aus Mailland
- Angelika Overath: Flughafenfische
- Urs Widmer: Herr Adamson

### 2010
Vítězka:
- Melinda Nadj Abonji: Holubi vzlétají (Tauben fliegen auf, přel. Lucy Topoľská, Jota, 2011)[1][2]

Nominovaní
- Dorothee Elmiger: Einladung an die Waghalsigen
- Urs Faes: Paarbildung
- Pedro Lenz: Der Goalie bin ig
- Kurt Marti: Notizen und Details 1964-2007

### 2011
Vítěz:
- Catalin Dorian Florescu: Jacob se odhodlá milovat (Jacob beschliesst zu lieben, přel. Jitka Nešporová, Labyrint, 2013)[1]

Nominovaní:
- Monica Cantieni: Grünschnabel
- Felix Philipp Ingold: Alias oder Das wahre Leben
- Charles Lewinsky: Gerron (Gerron, přel. Eva Pátková, Mladá fronta, 2015)
- Peter Stamm: Seerücken

### 2012
Vítěz:
- Peter von Matt: Das Kalb vor der Gotthardpost (Tele před Gotthardskou poštou)[1][3]

Nominovaní:
- Sibylle Berg: Vielen Dank für das Leben
- Ursula Fricker:Ausser sich
- Thomas Meyer: Wolkenbruchs wunderliche Reise in die Arme einer Schickse
- Alain Claude Sulzer: Aus den Fugen

### 2013
Vítěz:
- Jens Steiner: Carambole[4]

Nominovaní:
- Ralph Dutli: Poslední cesta Chaima Soutina (Soutines letzte Fahrt, přel. Magdalena Štulcová, Archa, 2016)
- Roman Graf: Niedergang
- Jonas Lüscher: Frühling der Barbaren
- Henriette Vásárhelyi: immeer

### 2014
Vítěz:
- Lukas Bärfuss: Koala (Koala, český překlad v přípravě)[5][6]

Nominovaní:
- Dorothee Elmiger: Schlafgänger
- Heinz Helle: Der beruhigende Klang von explodierendem Kerosin
- Guy Krneta: Unger üs
- Gertrud Leutenegger: Panischer Frühling

### 2015
Vítězka:
- Monique Schwitter: Eins im Andern (Jedno v druhém)[7]

Nominovaní:
- Martin R. Dean: Verbeugung vor Spiegeln
- Dana Grigorcea: Das primäre Gefühl der Schuldlosigkeit
- Meral Kureyshi: Elefanten im Garten
- Ruth Schweikert: Wie wir älter werden

### 2016
Vítěz:
- Christian Kracht: Die Toten (Mrtví)[8][9]

Nominovaní:
- Sacha Batthyany: A co to má co dělat se mnou? (Und was hat das mit mir zu tun?, přel. Viktorie Hanišová, Host, 2016)
- Christoph Höhtker: Alles sehen
- Charles Lewinsky: Andersen
- Michelle Steinbeck: Mein Vater war ein Mann an Land und im Wasser ein Walfisch

### 2017
Vítěz:
- Jonas Lüscher: Kraft[10]

Nominovaní
- Martina Clavadetscher: Knochenlieder
- Urs Faes: Halt auf Verlangen. Ein Fahrtenbuch
- Lukas Holliger: Das kürzere Leben des Klaus Halm
- Julia Weber: Immer ist alles schön